# Mosta F.C.
Mosta Football Club  (Nogometni klub Mosta) je malteški nogometni klub iz kraja Mosta, ki igra v prvi malteški ligi. Ustanovljen je bil leta 1935, domači stadion kluba je Charles Abela Memorial Stadium.